# Giorgio Rossano
Giorgio Rossano (né le 20 mars 1939 à Turin dans la région du Piémont et mort le 13 février 2016 à Viareggio), est un footballeur italien, qui évoluait en tant que milieu de terrain.

## Biographie

### Club
Doté d'une bonne technique et d'un fort caractère, Giorgio Rossano dit Cino était ambidextre et pouvait jouer au milieu ou dans l'aile.
Après une année en division inférieure avec le Pordenone Calcio, en 1959, il rejoint le club de la Juventus, avec qui il fait ses débuts en Serie A le 20 mars 1960 lors d'un Juventus-Lazio (2-0), unique rencontre de championnat cette saison, lors de laquelle il remporta le doublé scudetto-Coppa Italia.
La saison suivante, il est prêté à l'AS Bari, où il dispute une bonne partie de la saison en tant que titulaire, avec en tout 4 buts en 26 matchs, sans toutefois réussir à éviter la rétrogradation des pugliesi.
En 1961, il retourne à la Juventus, pour une dernière saison bianconera (12e place en championnat), jouant 10 matchs de Serie A.
Durant l'été 1962, il rejoint l'AC Milan, échangé avec Bruno Mora et Sandro Salvadore. Il remporte lors de sa première saison la Coupe des clubs champions 1962-63, mais il ne joue que 6 matchs pour 3 buts (dont 3 matchs et un but en championnat).
Il rejoint alors Varèse, avec qui, pour seulement 4 matchs en championnat, il remporte la Serie B 1963-1964. Il part alors signer chez l'US Palerme (12 matchs et 4 buts).
Lors de sa carrière, il a totalisé finalement 40 matchs et 5 buts en Serie A, ainsi que 16 matchs et 4 buts en Serie B.

### International
Avec le maillot de l'équipe olympique italienne, il joue 4 matchs aux Jeux olympiques de 1960, où les azzurri arrivent à la 4e place. 
Il joue également 7 matchs en équipe jeune (aujourd'hui Italie espoirs).

## Palmarès
| Juventus - Championnat d'Italie (1) : - Champion : 1959-60. - Coupe d'Italie (1) : - Vainqueur : 1959-60. |  | AC Milan - Coupe des clubs champions (1) : - Vainqueur : 1962-63. |  | Varèse - Championnat d'Italie D2 (1) : - Champion : 1963-64. |